# 千雲寧
千 雲寧（Cheon Un Yeong、チョン・ウニョン、1971年 - ）は韓国の小説家。

## 略歴
1971年、ソウル特別市に生まれる。2001年『東亜日報』新春文芸に『바늘(針)』が当選し、登壇した。2002年に第9回大山文化財団文学人創作支援金をもらう。2003年に『申東曄文学賞』を、2004年に「今年の文学賞』を受賞した。
千の小説の特徴はまず独特な素材にある。入れ墨をする女性だったり、遊園地のお化け屋敷の管理人、建築労働者などを登場人物とし、
牛を屠殺する風景や精肉店の肉などを驚くほど事実的に描写している。このような描写は千が直接インタビューや取材をして生み出したものである。
もう一つの特徴は、小説に登場する女性の特別さである。彼女たちは伝統的でも受身な姿勢でもなく、また社会に適応したエリートでもない。動物的な本能を持ち、攻撃的な傾向があるが、これは長い間の抑圧と疎外によって生まれたものである。このような主人公たちが従来の価値を覆し自分の欲望に従って新しい自分を見つけていく過程を描くことで、現社会の問題を暴露している。グロテスクな雰囲気と独特な背景設定も千の小説の特徴だ。

## 代表作品
- 2001年、바늘(針) [3][4]
- 2004年、명랑(明朗)
- 2005年、잘가라 서커스(さよならサーカス)
- 2008年、그녀의 눈물 사용법(彼女の涙使用法)
- 2011年、생강(生姜)
- 2013年、엄마도 아시다시피(ママもご存知のとおり)